# Wójtowce
Wójtowce (biał. Войтаўцы) – wieś na Białorusi, położona w obwodzie grodzieńskim w rejonie grodzieńskim, w posiełkowym sowiecie Sopoćkinie.
W latach 1921–1939 Wójtowice należały do gminy Balla Wielka, w ówczesnym województwie białostockim.

## Urodzeni
- Józef Gabrukiewicz (1927-2016)[2] - autor Pamiętnika Sybiraka[3]
- Bohdan Krzywicki (1935-2020) – polski aktor[4].